# Edge computing
Edge computing (pol. przetwarzanie brzegowe) – rozproszony model obliczeniowy, w którym obliczenia i przechowywanie danych znajdują się bliżej źródeł danych. Termin odnosi się to do każdego projektu, który fizycznie przesuwa obliczenia bliżej użytkownika, tak aby zmniejszyć opóźnienie w porównaniu do sytuacji, gdy aplikacja działa w scentralizowanym centrum danych takim jak chmura obliczeniowa.

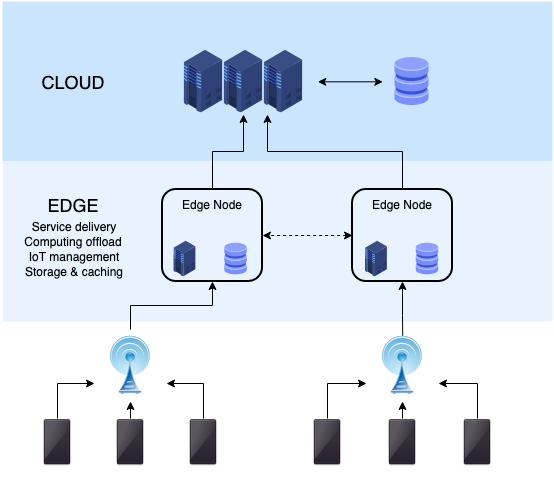
Infrastruktura edge computing połączona z urządzeniami IoT jak i infrastrukturą chmury obliczeniowej

Termin zaczęto stosować w latach 1990. w odniesieniu do sieci dostarczania zawartości — służyły one do dostarczania zawartości internetowych i wideo z serwerów zlokalizowanych w pobliżu użytkowników. Na początku XXI wieku zakres tych systemów rozszerzył się o obsługę innych aplikacji, co doprowadziło do powstania wczesnych usług edge computing.
Pomysł Internetu rzeczy, w którym urządzenia są podłączone do Internetu, jest często powiązany z edge computing.
Rozróżnia się dwa typy przetwarzania brzegowego:
- Near edge – miejsca takie jak mały klaster obliczeniowy danych, poza głównym centrum danych,
- Far edge – małe urządzenie podłączone do infrastruktury w near edge.